# ナツメグ
ナツメグ（英: Nutmeg、ナッツメッグ、ナットメグとも）は、ニクズク属樹木、又はニクズクの種子を挽いて粉末にした香辛料である。ニクズク（Myristica fragrans）は濃い色の葉を持つ常緑樹で、その果実由来の2種類の香辛料のために栽培される。ニクズクの種子からはナツメグ、種子を覆う仮種皮からはメース（mace）が作られる。また、精油やナツメグバターの商業的供給源でもある。香辛料としての典型的な使用を超える量を摂取した場合、ナツメグ粉末はアレルギー反応を起こしたり、接触皮膚炎を引き起こしたり、向精神作用を持つ可能性がある。様々な疾患を治療するために伝統医学において使われているものの、ナツメグに既知の薬理効果はない 。
ナツメグ、ニクズクという語をニクズク属の総称のように使うことがあり、特に「ナツメグ」として流通している木材は基本的に他種である。
カリフォルニアナツメグと呼ばれるアメリカガヤ（Torreya californica）は似た外観の種子を持つが、ニクズクとは近縁ではなく、香辛料としては使われない。

## ナツメグ

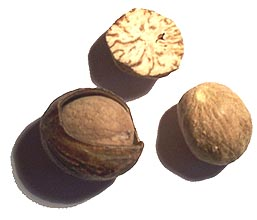
ナツメグ種子

ニクズクは播種後7年以降に結実し始める成長の遅い植物である。スモモやアンズに似た長さ約5センチの卵形の黄色い果実をつけ、果実は成熟すると果皮が割れ、網目状の赤い仮種皮につつまれた暗褐色の種子が現れる。 この仮種皮を乾燥させたものが香辛料の1つ、メースである。果肉は火を通せば食べられる。
メースを除いた種子を2-3か月の間天日で乾燥させると、中の仁が分離して中で動くようになるので、種を割り仁を取り出す。仁は長径2.5センチほどの卵型で、灰褐色ですべすべしていて縦に溝がある。この仁を出荷前に石灰もしくは石灰液に3か月浸してから乾燥させたものを香辛料のナツメグとする。種子全体を直接、おろし器で挽いて用いる場合もある。
石灰に浸す工程はオランダ東インド会社時代に、ナツメグが出荷前までに発芽しないようにという意図から始められたものだが、科学的には意味のない慣習となっている。現在では、輸入側の国がこの工程を省略させる場合もある。
香りの主体となる成分はピネン、カンフェン、オイゲノール、ミリスチシン（Allyl -3,4,5-trihydroxybenzene-methylene-methyl ether）である。
異なる香りを持つニクズク属の2つの別種 M. malabaricaと M. argenteaは、香辛料としてのナツメグに混ぜ物をするために使われることがある。

## メース

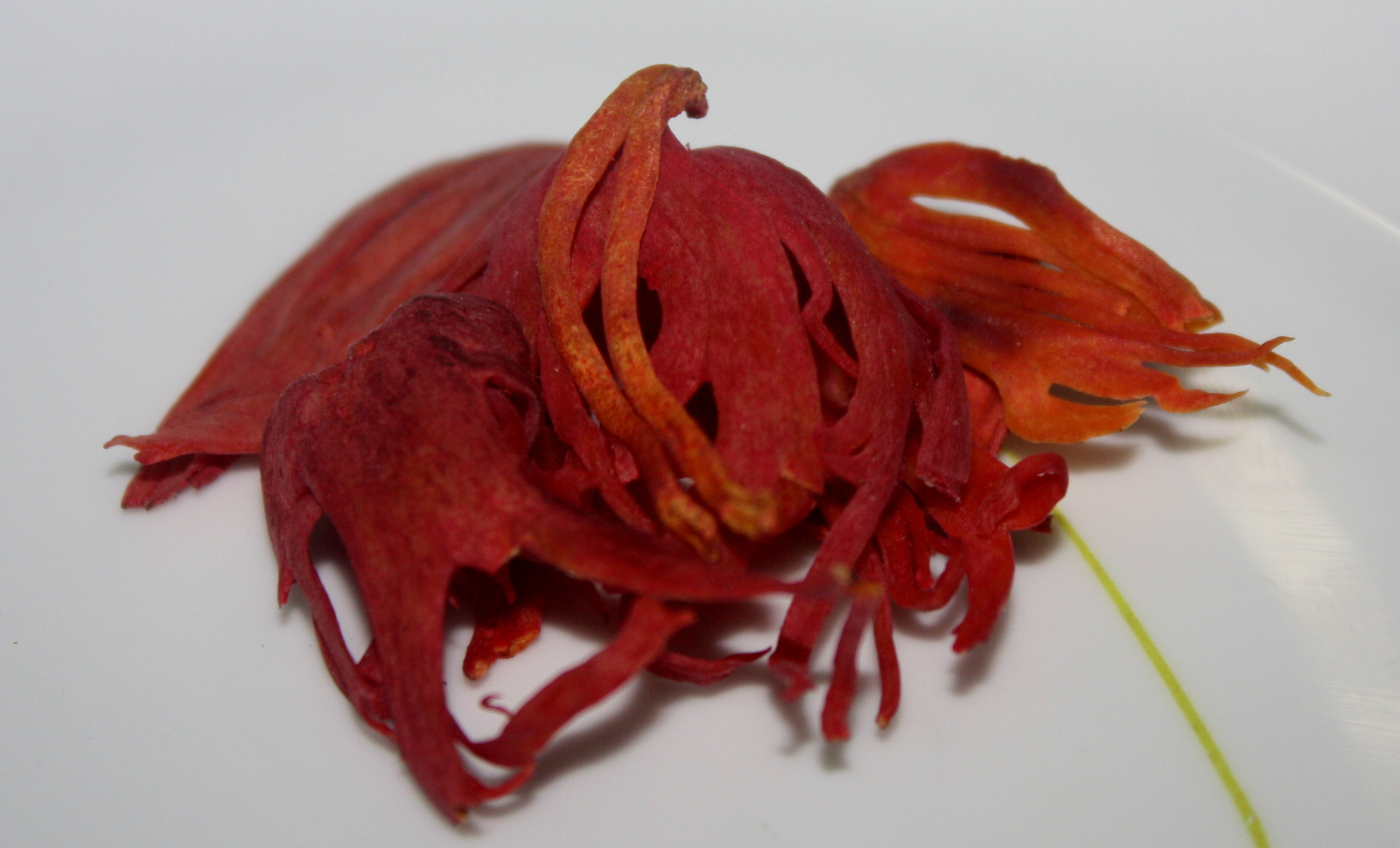
メース

メースは、ナツメグの果実の果肉と種の間に、種を包む形に取り巻いている仮種皮を天日で乾燥させた香辛料である。収穫時は深い紅色だが、乾燥させると淡黄色、橙色、または黄褐色に変化する。ドイツ語やイタリア語などでは「ニクズクの花」（独: Muskatenblume、伊: fiore di moscata）と呼ばれているが、花ではない。ナツメグ（仁）よりも淡い香りでピリッとした独特な辛味と苦味があるが、その香味は、穏やかである。

## 植生態と栽培

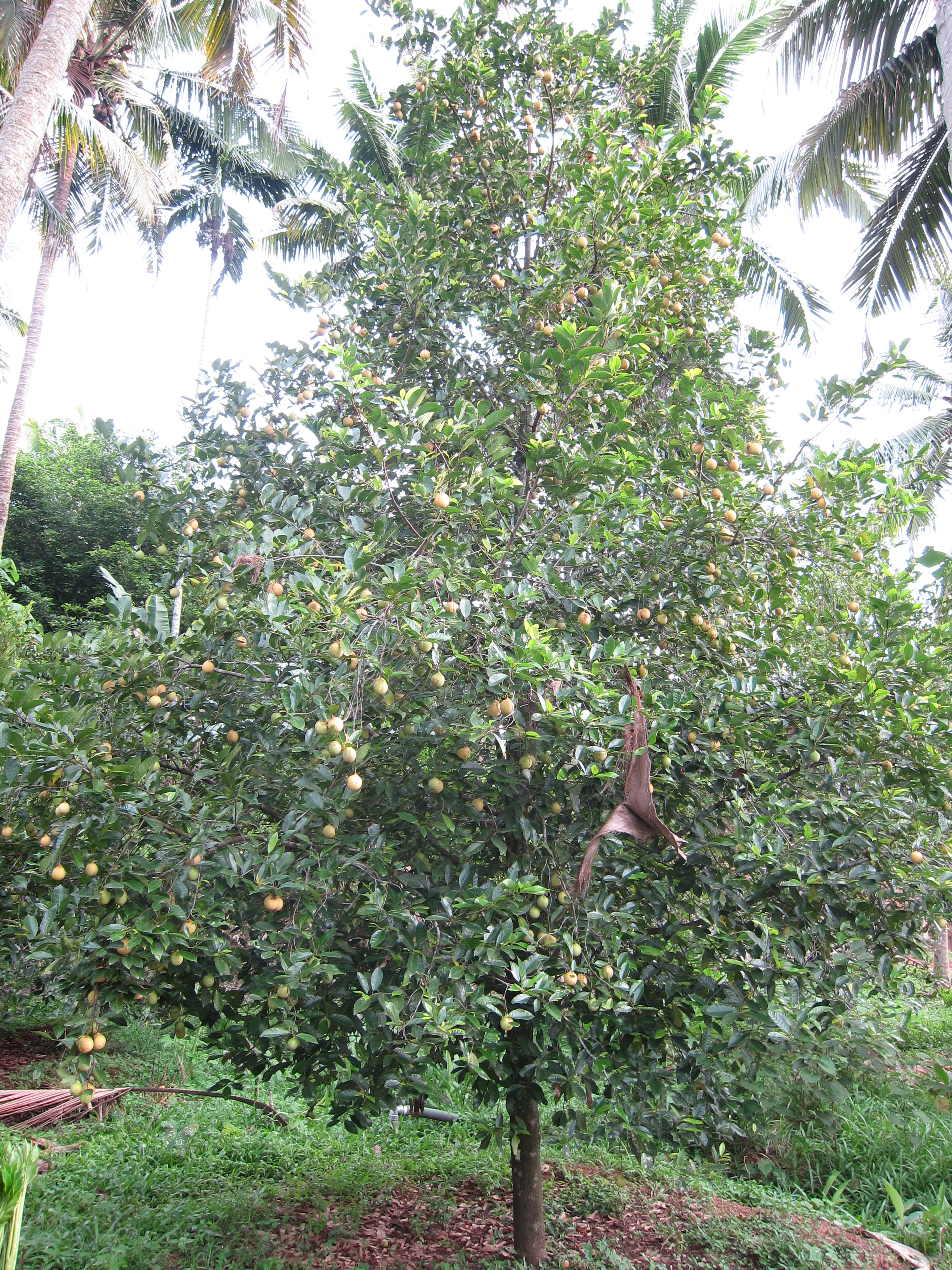
ニクズクの木 (Myristica fragrans)

最も重要な商業種は、インドネシアのモルッカ諸島（別名、香料諸島）中のバンダ諸島原産のニクズク Myristica fragrans（ニクズク科）である。マレーシアのペナン島や、カリブ海（特にグレナダ）、南インドのケーララ州（古代の書物では香辛料貿易の中継地として記述されており、以前はマラバルと呼ばれていた）でも栽培されている。17世紀の著作『ホルトゥス・マラバリクス（マラバル植物園）』において、ヘンドリック・ファン・レーデは、インド人が古代の交易路を通じてインドネシア人からナツメグの用法を学んだことを記録している。
ナツメグ（ニクズク）の木は雌雄異株であり、有性的（種子）および無性的（挿し木または接ぎ木）に繁殖する。実生（有性）繁殖は50%の確率で雄株が得られるが、これらは実りが少ない。6-8年後に開花することを確認する以外には信頼性をもって性を判別できる手法が存在しないため、有性生殖では収穫量が安定しないことから、接ぎ木が繁殖の方法として好まれる。上胚軸接ぎ（苗木を使った割り接ぎの一種）、寄接ぎ、継ぎ芽接ぎが成功すると証明されており、上胚軸接ぎが最も広く採用されている。取り木も代替手法であるものの、成功率が低い（35–40%）ため好ましい方法ではない。
ナツメグの木からは植付け後7-9年後にようやく収穫でき、20年後には生産量が最大に達する。
- ニクズクの果実
- 果実内部の赤色の仮種皮と種子
- 種子を覆う仮種皮

## 料理への利用

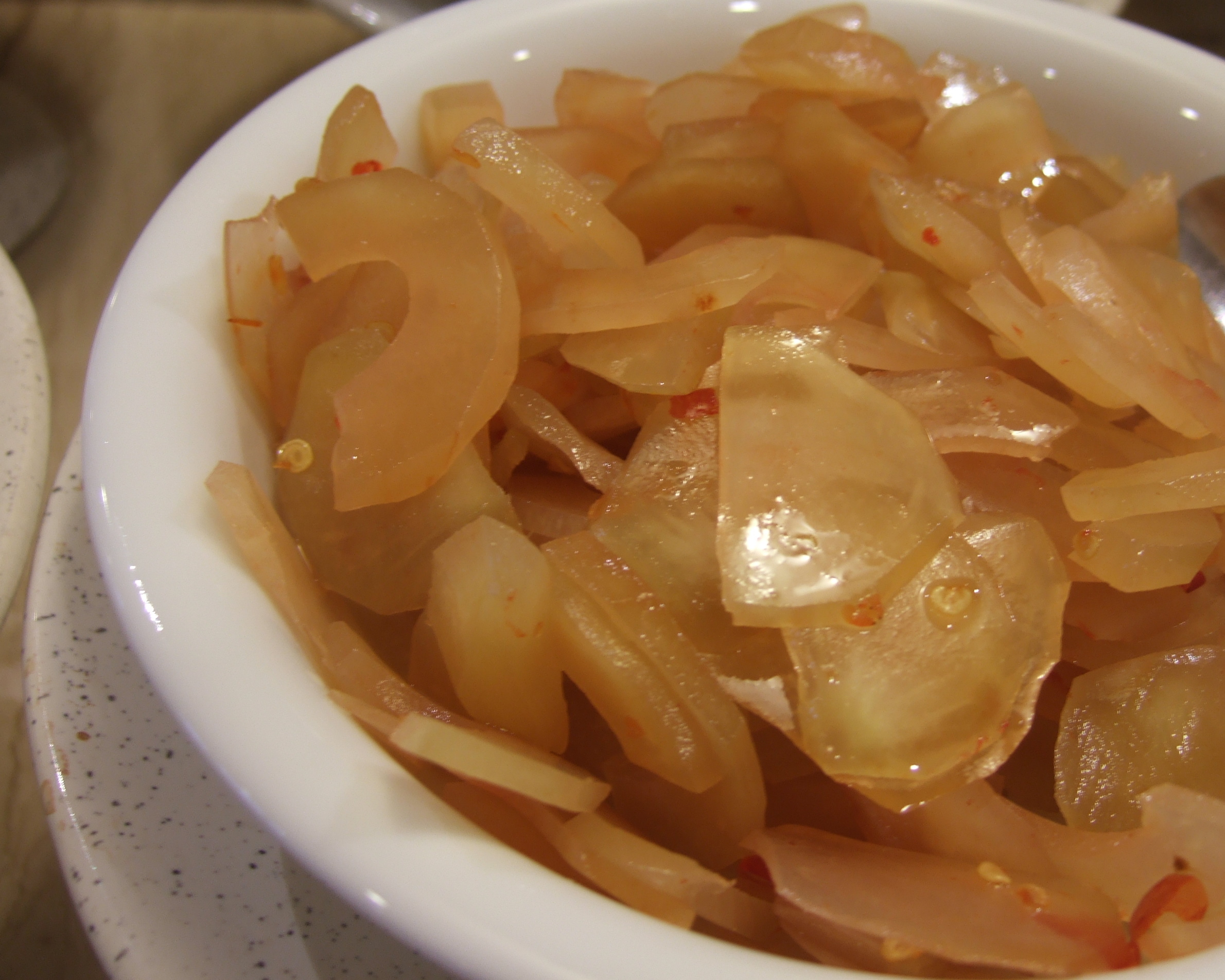
インドネシアのmanisan pala（ナツメグ果肉の砂糖漬け）

### 香辛料
ナツメグとメースは似た官能的品質を有し、ナツメグがわずかに甘く、メースはより繊細な芳香を有する。メースによって与えられる明るい橙色はサフランの様な色合いのため、これは軽い料理でしばしば好まれる。ナツメグは多くの料理の風味付けのために使われ、現在西洋のスーパーマーケットでは大抵挽いたりすりつぶした状態で売られている。ナツメグホールはナツメグのために特別に設計されたおろし金を使って家庭で挽いて粉末にすることもできる。
インドネシア料理では、ナツメグは様々な料理、主にソト、コンロ、オックステールスープ、スップ・イガ（スペアリブスープ）、バクソ、スップ・カンビンといった香辛料の効いたスープで使われる。また、スムル（ビーフシチュー）、ヨーロッパ伝来の bistik（ビーフステーキ）、rolade（ひき肉巻き）、bistik lidah（牛タンステーキ）といった肉料理のためのグレイビーソースにも使われる。
インド料理では、ナツメグは多くの甘い料理や塩味の料理に使われる（主にムガール料理）。ケーララ州マラバール地方では、すりおろしたナツメグが肉料理に使われ、風味付けのためにデザートにも控えめに加えられる。また、ガラムマサラにも少量使われることがある。インドでは挽いて粉にしたナツメグが（タバコのように）吸われることもある。
伝統的なヨーロッパ料理では、ナツメグとメースは特にジャガイモ料理と加工された肉製品で使われる。また、スープやソース、焼き菓子にも使われる。ライスプディングにも一般的に使われる。オランダ料理では、ナツメグはメキャベツやカリフラワー、サヤインゲンといった野菜に加えられる。ナツメグは温サイダー、温ワイン、エッグノッグの伝統的な食材である。スコットランドでは、メースとナツメグはどちらもハギスに使われる。イタリア料理では、ナツメグはトルテリーニのような多くの地方の肉詰めダンプリング（団子）や伝統的なミートローフの一部として使われる。ナツメグはパンプキンパイ、焼いたドングリカボチャといったその他の冬カボチャのためのレシピにおける一般的な香辛料である。カリブでは、ナツメグはブッシュワッカー、ペインキラー、バルバドスラムパンチといった飲料にしばしば使われる。典型的には、飲料の上部に振り掛ける。

### 果実
果皮はジャムを作るために使われたり、あるいは薄く切って、砂糖と調理し、結晶化させて香りの良い飴にする。薄く切ったナツメグ果実の果肉からはインドネシアの manisan というデザートが作られる。これは、風味を加えたシロップ浸け、あるいは manisan pala と呼ばれる砂糖で覆われた乾燥したものである。ペナン料理では、乾燥して細く刻んで砂糖をまぶしたナツメグの皮がペナン独特のアイスカチャンのトッピングとして使われる。また、氷で冷やしたナツメグジュースを作るために、ナツメグの皮を混ぜ合わせたり（新鮮で青いピリッとした味の白色のジュースになる）茹でたり（より甘く茶色のジュースになる）する。インド・ケーララ州のマラバル地方では、ナツメグはジュースや野菜ジャム、チャツネを作るために使われる。

## 料理以外の利用
種子は肉荳蔲と呼ばれる生薬であり、収斂、止瀉、健胃作用がある。東洋医学では、気管支炎、リウマチ、胃腸炎などの薬として処方される。
お香
1191年、神聖ローマ帝国皇帝ハインリヒ6世[1165年〜1197年]がローマで戴冠したときには、戴冠式前の数日間、街の通りでナツメグなどのスパイスが焚かれたという。
性差別
16世紀にはナツメグが性差別の表現として利用されることがあった。オランダの医者で「自然の隠された力 Nature`s Secret Powers」を著したレビィナス・レムニウスは、男性の選んだナツメグは大きく、みずみずしく、色も香りもいいのに対して、女性の選んだナツメグはしなびて、干からびて、黒ずみ、薄汚れて、醜いと主張して、女性に対する男性の優位を称えたという。

## 精油
粉末にしたナツメグの水蒸気蒸留によって得られる精油は香水のほか製薬に使われる。揮発性画分は多数のテルペンおよびフェニルプロパノイドを含有し、これらにはd-ピネン、リモネン、d-ボルネオール、l-テルピネオール、ゲラニオール、サフロール、ミリスチシンが含まれる。純粋なミリスチシンは毒素であり、過剰量のナツメグの摂取はミリスチシン中毒を引き起こしうる。
精油は無色または淡黄色で、ナツメグの香りと味がする。焼き菓子やシロップ、飲料、甘い食べ物の天然香料として使われる。食品中に粒子が残らないため、ナツメグ粉末を置き換えるために使われる。精油は歯磨剤や咳止めシロップの製造にも使われる。

## ナツメグバター
ナツメグバターはナッツを圧搾して得られる半固形の赤みがかった茶色の油脂で、ナツメグ自身の味と香りを持つ。ナツメグバターのおよそ75%（重量比）がトリミリスチン（炭素数14の飽和脂肪酸ミリスチン酸のトリグリセリド）である。トリミリスチンはココアバターの代用品として使うことができ、綿実油やパーム油などの他の油と混合することができ、工業用潤滑油としての用途がある。

## 歴史

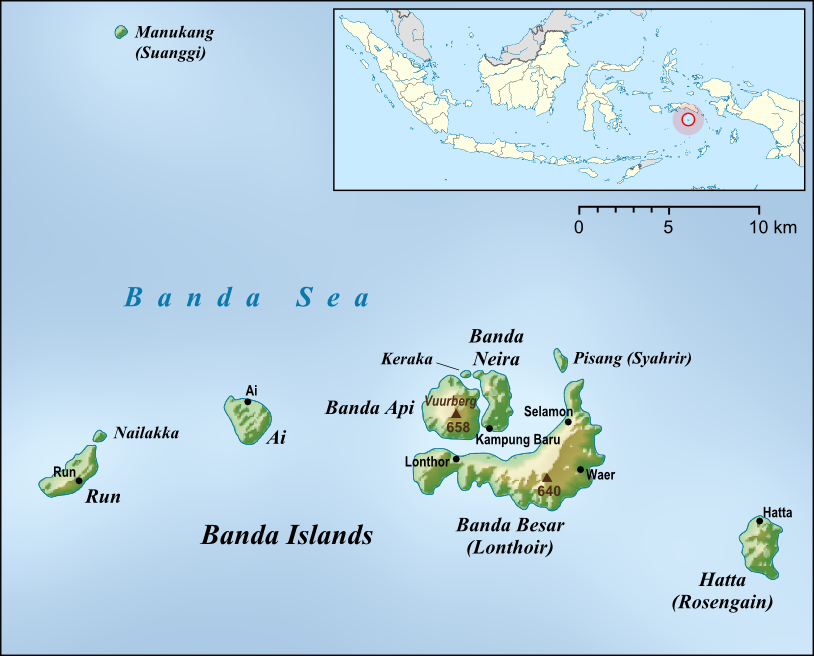
バンダ諸島の地図

ナツメグが使われた最古の例は、およそ3500年前のインドネシアのアイ島（Palau Ai）で見つかっており、これは陶器のつぼの破片上で見出された残留物に基づいている。
19世紀までは、古代の人々はナツメグの存在を知らなかった、という説が一般的だったが、20世紀に古代エジプトの副葬品の中にニクズクのかけらが発見された。しかし、他の文明でもこれといった痕跡はなく、一般に利用されてはいなかったと見られている。6世紀にアラビア人によってコンスタンティノープルに「インドのくるみ」(nux indica)という産物が伝来していた記録があり、それがナツメグを指すという説もあるが、ビンロウジやココヤシの実の可能性もあり確定はできていない。
ナツメグが記録に現れ始めるのは10世紀頃の事で、地理学者マスウーディーによってマレー諸島東部の産品として報告され、11世紀初め頃にはペルシアの知識人イブン・スィーナーによって医学的な考察がなされている。ヨーロッパで記録に現れ始めるのは12世紀末頃からだが、当時はナツメグよりメースの需要の方が高く、イギリスではメース約500グラムに羊3頭分の価値があった。
19世紀中頃まで、バンダ諸島の小さな島々がナツメグとメースの世界で唯一の生産地であった。バンダ諸島はインドネシアの東部、マルク州に位置する。バンダ諸島は、ネイラ島、グヌン・アピ島、バンダ・ベサル島、ラン島、アイ島、ハッタ島、ジャールーリ島、カラカ島、マヌカン島、ナイラカ島、バトゥ・カバル島と呼ばれる11の小さな火山島からなり、総陸地面積は8,150ヘクタールである。
ナツメグは、ヨーロッパの中世料理において風味付け、医薬、保存料として極めて貴重で高価な香辛料として知られている。ストゥディオスのテオドロス（758年頃–826年）は、修道士たちがエンドウ豆のプディングにナツメグを振り掛けるのを許した。エリザベス朝時代において、ナツメグは疫病を寄せ付けないと信じられていたため、需要は増大し、価格は急騰した。
ナツメグはバスラの港からのムスリム船員ら（『千夜一夜物語』に登場する架空の人物船乗りシンドバードを含む）にとって貴重な商品であった。ナツメグは中世の間はアラブ人によって取り引きされ、ヴェネツィア人に高値で売られていたが、交易商人らはインド洋交易において儲けの大きい品物について産地の正確な位置を漏らさなかったので、ヨーロッパ人はその位置を推定することができなかった。
香辛料貿易を支配するため、バンダ諸島はアジアにおけるヨーロッパの最古の冒険的事業の舞台となった。1511年8月、アフォンソ・デ・アルブケルケがポルトガル王の代理として当時アジア交易の拠点であったムラカを征服した。同年の11月、ムラカの安全を確保し、バンダの位置を知った後、アルブケルケはバンダ諸島を見つけ出すために友人のアントニオ・デ・アブレウが率いる3船の遠征隊を送った。募集あるいは強制的に徴集されたマレー人水先案内人らが彼らをジャワ島、小スンダ列島、アンボン島を経てバンダ諸島へと導き、1512年諸島に到着した。バンダ諸島の到達した初めてのヨーロッパ人である遠征隊はおよそ1か月滞在し、バンダのナツメグ、メース、そしてバンダが活発な中継貿易を行っていたクローブを購入して船いっぱいに積み込んだ。バンダ諸島の初期の説明は、1512年から1515年までムラカに滞在したポルトガル人薬剤師トメ・ピレスの著作『東方諸国記』中にある。ポルトガル人によるこの交易の完全な支配は不可能であり、彼らはバンダ諸島に足場を置かない参加者であり続けた。16世紀を通じてナツメグ取引きの中心はリスボンだった。
ナツメグの生産と交易を独占するために、オランダ東インド会社（VOC）は1612年にバンダ人と血みどろの争いを行った。歴史家ウィラード・A・ハンナは、この争いの前はバンダ諸島の人口は約1万5千人であったのに、戦いの後はわずか千人だった（バンダ人は殺されるか、逃亡中に餓死するか、亡命するか、奴隷として売られた）と見積った。オランダ東インド会社は17世紀の間にバンダ諸島に広範囲のナツメグプランテーションを建設した。これは香辛料生産のためのナツメグプランテーション、香辛料の防衛のためのいくつかの砦、交易と統治のための植民地都市が含まれた。オランダは独占維持のために、ニッケイやチョウジと同様に管理下以外の島々の木を切り倒して回る徹底した制限政策をとった。1768年、フランスの植物学者ピエール・ポワブルは密かにナツメグの苗をモーリシャス諸島に移植し、オランダの独占を打破した。しかしながら、オランダ人はこの地域の唯一の占有者ではなかった。イギリス人はラン島の村の指導者らと巧みに交渉し、彼らのナツメグを独占するのと交換にオランダ人から彼らを保護した。ラン島の村の指導者らは彼らの君主としてイングランド王ジェームズ1世を認めたが、ラン島へのイングランド人の駐留はほんの1624年までだった。バンダ諸島の支配権の争いは、ブレダの和約においてマンハッタン島とその都市ニューアムステルダム（後のニューヨーク市）と引き換えにイギリスがオランダへラン島を譲渡した1667年まで続いた。
ナポレオン戦争中のオランダの空位時代の結果として、イギリスは一時的にオランダを抑えてバンダ諸島を支配し、土壌と共にナツメグの木をスリランカ、ペナン、ブンクル、シンガポールへと移植した（これ以前にもスリランカにナツメグの木が存在した証拠がある）。これらの場所から、ナツメグの木がその他の植民地、特にザンジバルとグレナダへ移植された。1974年に選ばれたグレナダの国旗には図案化された殻が割れたナツメグの実が描かれている。イギリスは自国の植民地であるマレー半島南部への移植が試みたが結果的に失敗に終わった。1816年にオランダに支配権が戻り制限政策が1862年まで続けられた。ナツメグの栽培が自由化されたのは1864年のことである。オランダは第二次世界大戦まで香料諸島を支配し続けた。
コネチカット州とコネチカット州人の愛称である「ナツメグ州」と「ナツメガー」は、一部の悪徳コネチカット人業者らがナツメグの木を少しずつ削り取り、「木でできたナツメグ（wooden nutmeg）」を作ったという主張から来ている。「Wooden nutmeg」という用語はペテンを意味するようになった。この物語は、ナツメグの粉を得るためにナツメグを砕くのではなく、おろし金ですりおろさなければならず、このことは製品の一部の購買者らには広く知られていなかったかもしれないことと関係しているかもしれない。

## 世界生産

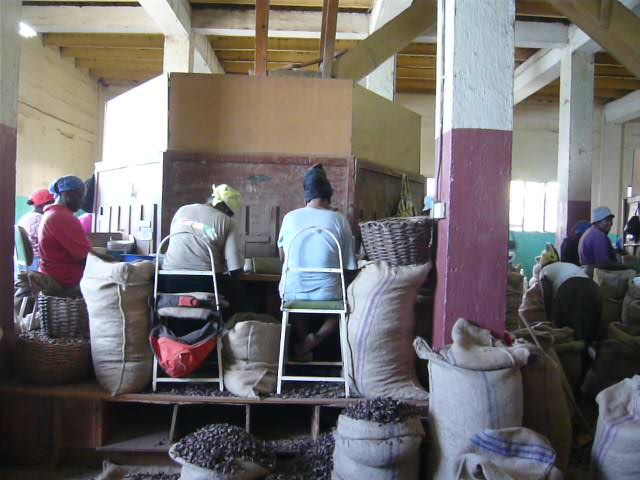
ナツメグ労働者。グレナダ、グヤヴェ。

1994年にはインドネシアが世界市場占有率73%、グレナダが22%を占め、ナツメグとメースの生産と輸出を支配していた。現在では熱帯、亜熱帯の世界各地で栽培されている。
生産量が多いのは、インドネシア、インド（ケーララ州）、グアテマラ、ネパール、スリランカ、シンガポール、グレナダ、ベトナムなどである。その他の生産地にはイラン、マレーシア（特にペナン州）、パプアニューギニア、セントビンセント島といったカリブ海の島々が含まれる。主要な輸入市場はインド、サウジアラビア、ベトナム、アメリカ合衆国、ドイツ、UAEである。シンガポールとオランダは主要な再輸出者である。

## 精神作用と毒性
低量では特に問題はないが、生のナツメグを多量（約10グラム以上）に摂取すると中毒症状を示す。これは、生のナツメグにはモノアミン酸化酵素阻害薬および精神活性物質であるミリスチシンが含まれているためである。ミリスチシンは痙攣、動悸、嘔気、脱水症および全身へ疼痛感を引き起こすほか、強力な精神錯乱状態を引き起こすことも報告されている。生のナツメグには、ミリスチシンとエレミシンに起因する抗コリン薬様の症状を引き起こすという症例報告がある。
ヒトでの死亡例は希であるが、8歳の子供と55歳の大人の2件の報告がある（後者はフルニトラゼパムとの併用に起因）。

## ナツメグ・ミル
ナツメグは、粉に挽いて小瓶に詰めて売られていることが多いが、香りが飛びやすいため、種子のままでも売られている。これを利用するために、専用のナツメグ・ミルがある。ナツメグ・ミルは、木やガラス製の円筒形ボディに、金属製の刃とハンドル、それにハンドルと一緒に回転するホルダーがついている。ナツメグはさほど硬くないので、プラスチック刃のすりおろし器を使用することも可能である。
かつてのヨーロッパではナツメグを収納可能な専用携帯すりおろし器が存在した。画家のロートレックはナツメグを持ち歩き、酒場で酒に入れてその薬効を楽しんでいたという。

## 参考画像

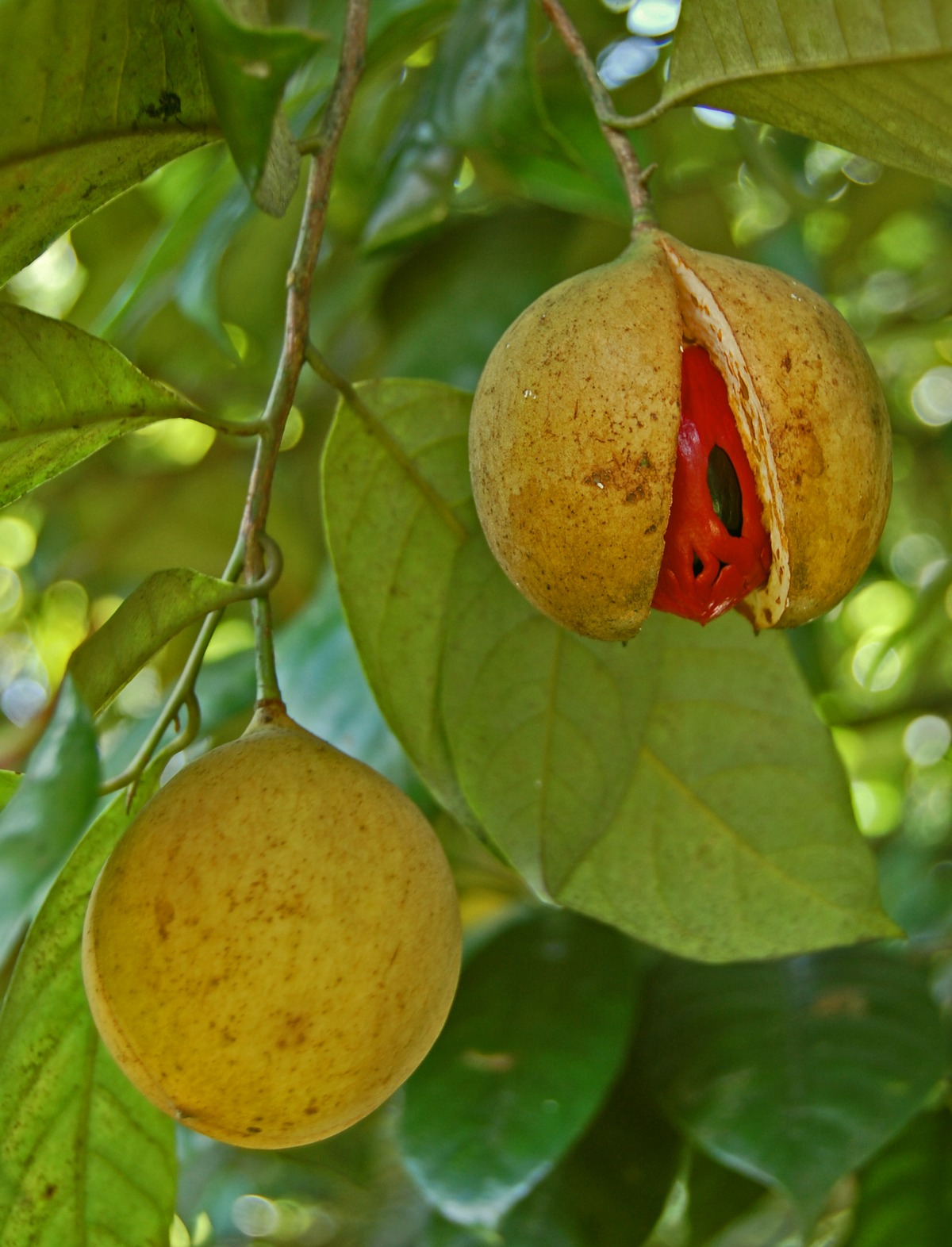
成熟すると果実が割れ種子が見える
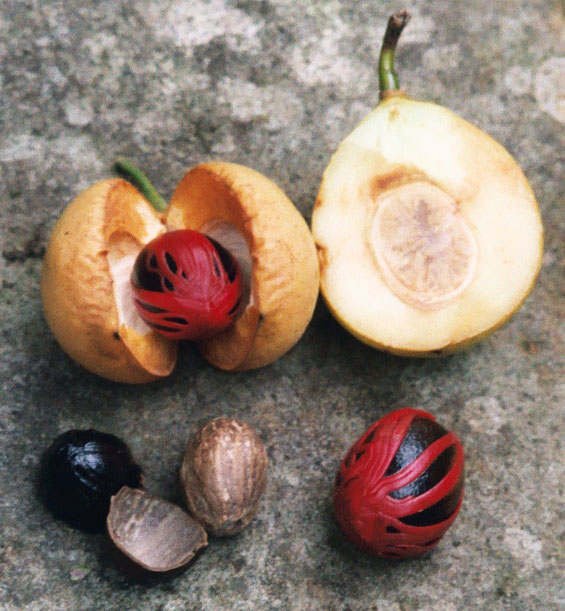
果実（黄）・仮種皮（赤）・種子（黒）
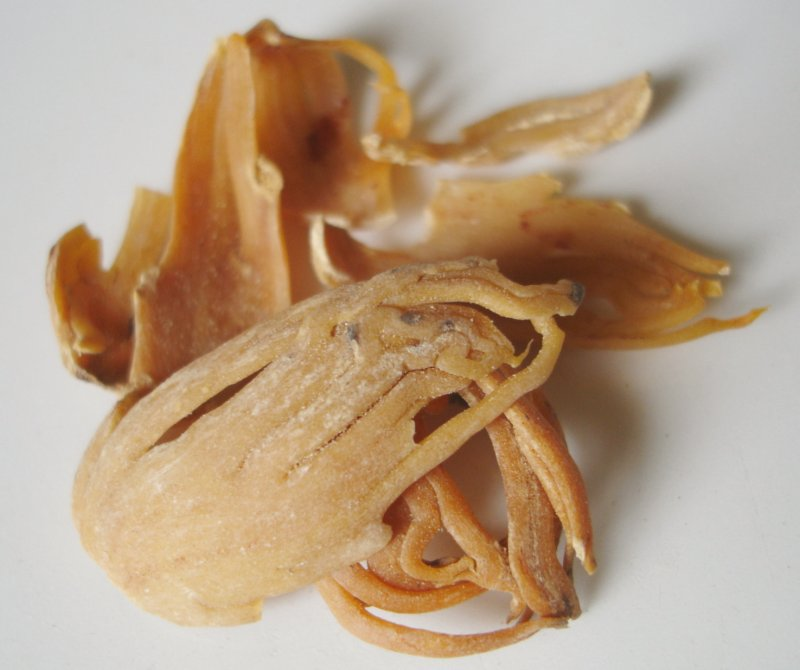
メース（仮種皮）
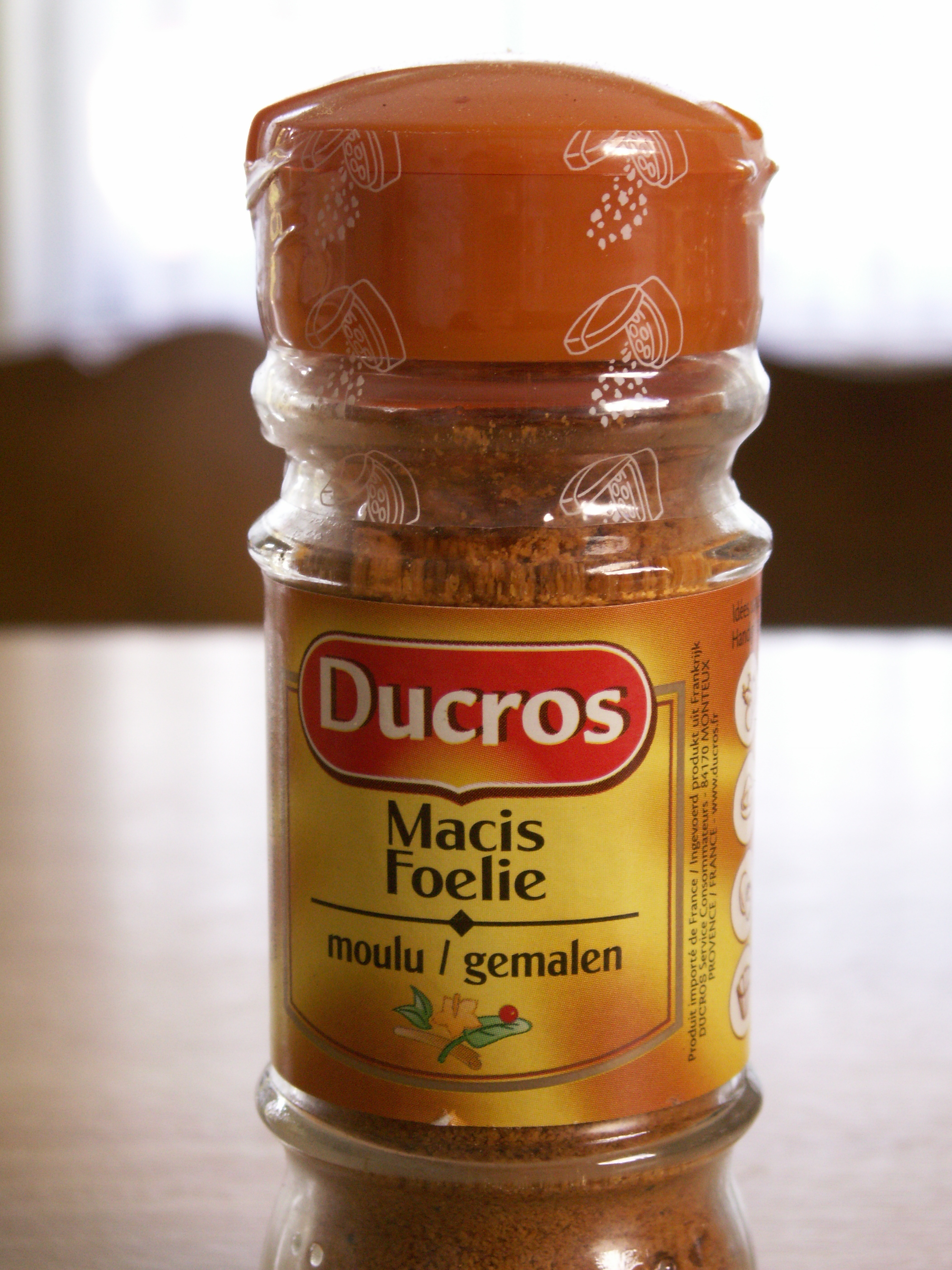
粉末加工された製品
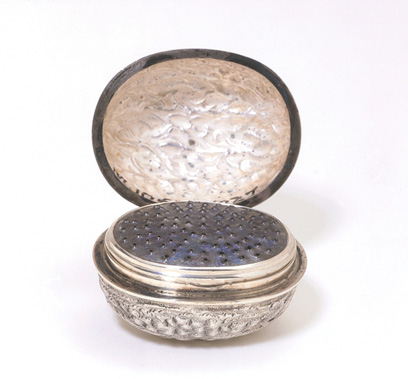
ケース付き携帯すりおろし器（ナツメグ用） イングランド, 1800–25年, Silver V&A Museum no. M.1065-1927
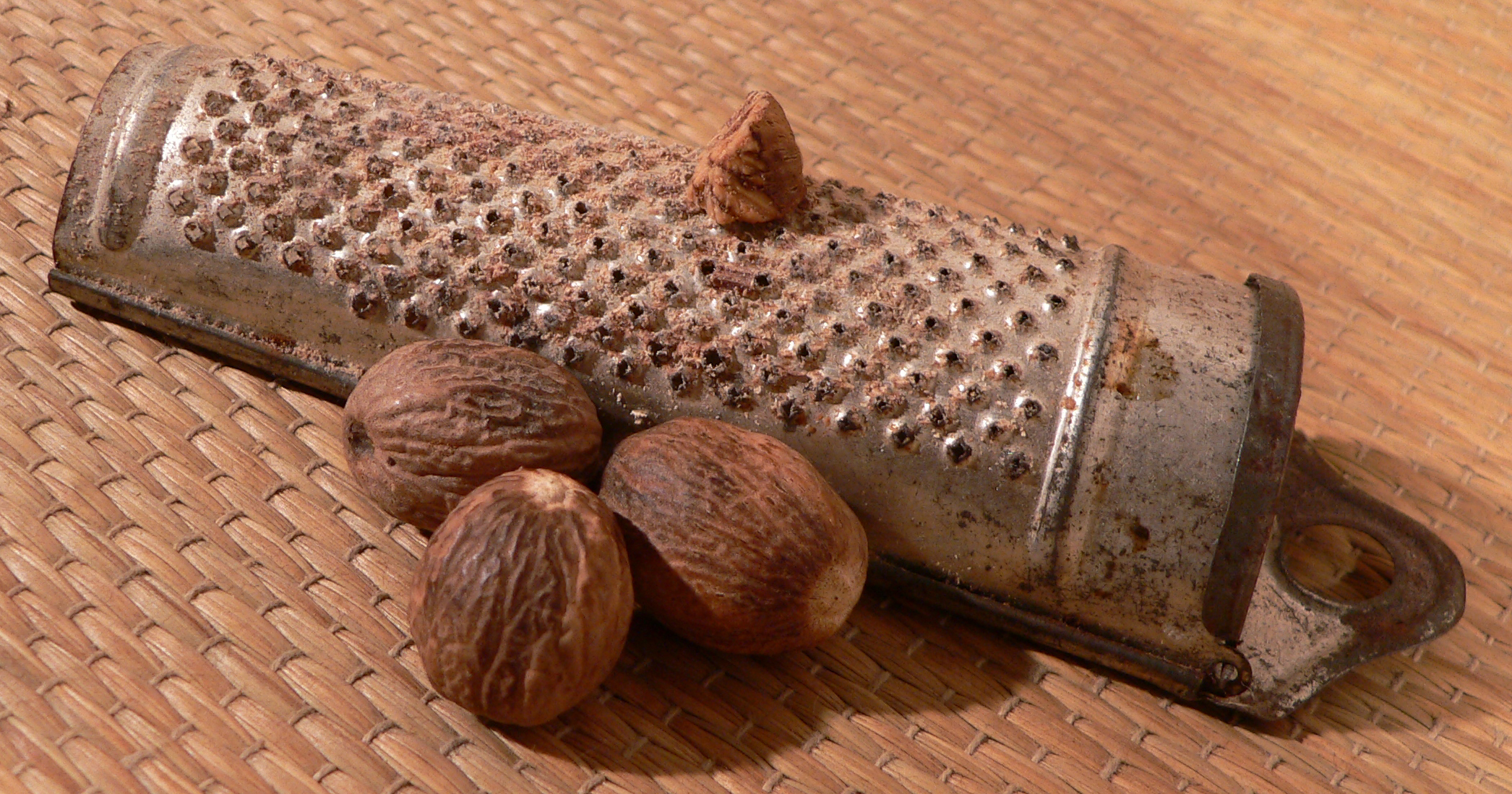
ナツメグおろし器